# Équipe d'Argentine de football à la Coupe du monde 2018
Cet article relate le parcours de l’équipe d'Argentine de football lors de la Coupe du monde de football 2018 organisée en Russie du 14 juin au 15 juillet 2018. L'équipe terminera 2e des phases de poules après un match nul contre l'équipe d'Islande (1-1), une défaite contre la Croatie (0-3) et gagnera son premier match contre le Nigeria (1-2). En huitième de finale, ils affrontent la France et perdent sur le score de 4-3.

## Qualifications

### Poule unique
| Rang | Équipe    | Pts | J  | G  | N | P  | Bp | Bc | Diff |  | Résultats (▼ dom., ► ext.) |     |     |     |     |     |     |     |     |     |     |
| ---- | --------- | --- | -- | -- | - | -- | -- | -- | ---- |  | -------------------------- | --- | --- | --- | --- | --- | --- | --- | --- | --- | --- |
| 1    | Brésil    | 41  | 18 | 12 | 5 | 1  | 41 | 11 | +30  |  | Brésil                     |     | 2-2 | 3-0 | 2-1 | 3-0 | 3-0 | 3-0 | 2-0 | 5-0 | 3-1 |
| 2    | Uruguay   | 31  | 18 | 9  | 4 | 5  | 32 | 20 | +12  |  | Uruguay                    | 1-4 |     | 0-0 | 3-0 | 1-0 | 3-0 | 4-0 | 2-1 | 4-2 | 3-0 |
| 3    | Argentine | 28  | 18 | 7  | 7 | 4  | 19 | 16 | +3   |  | Argentine                  | 1-1 | 1-0 |     | 3-0 | 0-0 | 1-0 | 0-1 | 0-2 | 2-0 | 1-1 |
| 4    | Colombie  | 27  | 18 | 7  | 6 | 5  | 21 | 19 | +2   |  | Colombie                   | 1-1 | 2-2 | 0-1 |     | 2-0 | 0-0 | 1-2 | 3-1 | 1-0 | 2-0 |
| 5    | Pérou     | 26  | 18 | 7  | 5 | 6  | 27 | 26 | +1   |  | Pérou                      | 0-2 | 2-1 | 2-2 | 1-1 |     | 3-4 | 1-0 | 2-1 | 2-1 | 2-2 |
| 6    | Chili     | 26  | 18 | 8  | 2 | 8  | 26 | 27 | -1   |  | Chili                      | 2-0 | 3-1 | 1-2 | 1-1 | 2-1 |     | 0-3 | 2-1 | 3-0 | 3-1 |
| 7    | Paraguay  | 24  | 18 | 7  | 3 | 8  | 19 | 25 | -6   |  | Paraguay                   | 2-2 | 1-2 | 0-0 | 0-1 | 1-4 | 2-1 |     | 2-1 | 2-1 | 0-1 |
| 8    | Équateur  | 20  | 18 | 6  | 2 | 10 | 25 | 26 | -1   |  | Équateur                   | 0-3 | 2-1 | 1-3 | 0-2 | 1-2 | 3-0 | 2-2 |     | 2-0 | 3-0 |
| 9    | Bolivie   | 14  | 18 | 4  | 2 | 12 | 16 | 38 | -22  |  | Bolivie                    | 0-0 | 0-2 | 2-0 | 2-3 | 0-3 | 1-0 | 1-0 | 2-2 |     | 4-2 |
| 10   | Venezuela | 12  | 18 | 2  | 6 | 10 | 19 | 35 | -16  |  | Venezuela                  | 0-2 | 0-0 | 2-2 | 0-0 | 2-2 | 1-4 | 0-1 | 1-3 | 5-0 |     |

## Préparation

### Matchs de préparation à la Coupe du monde
Détail des matchs amicaux

L'Argentine commence sa préparation avec une victoire presque surprise contre l'Italie à Manchester, elle gagne 2-0 avec deux buts dans le dernier quart d'heure. Mais 4 jours plus tard, une humiliation a lieu au Wanda Metropolitano, L'Albiceleste affronte l'Espagne, et dans un match plus qu'agressif la Roja gagne 6-1. Cela est la plus grande défaite du football argentin, l'absence de Lionel Messi commence à peser sur l'Argentine. L'avant-coupe du monde se passe amèrement bien, une victoire logique contre Haiti et un match annulé contre Israël.
| Match amical           | Argentine                | 2 - 0   | Italie | Etihad Stadium, Manchester  |                             |
| 23 mars 2018 20h45 HEC | Banega 75e · Lanzini 85e | (0 - 0) |        | Arbitrage : Martin Atkinson | Arbitrage : Martin Atkinson |

| Match amical            | Espagne                                                     | 6 - 1   | Argentine    | Estadio Metropolitano, Madrid                   |                                                 |
| 27 mars 2018 21h30 HAEC | Diego Costa 12e · Isco 27e 52e 75e · Thiago 55e · Aspas 75e | (2 - 1) | 39e Otamendi | Spectateurs : 65 541 Arbitrage : Anthony Taylor | Spectateurs : 65 541 Arbitrage : Anthony Taylor |

| Match amical     | Argentine                             | 4 - 0   | Haïti | La Bombonera, Buenos Aires          |                                     |
| 30 mai 2018 HAEC | Messi 17e (pen.) 58e 66e · Agüero 69e | (1 - 0) |       | Arbitrage : Arnaldo Ariel Samaniego | Arbitrage : Arnaldo Ariel Samaniego |

| Match amical     | Israël | Annulé | Argentine | Stade Teddy, Jérusalem |             |
| 9 juin 2018 HAEC |        | (-)    |           | Arbitrage :            | Arbitrage : |

## Effectif
La liste officiel de l'Argentine, est dévoilé le 4 juin 2018.
| Numéro / Nom       | Numéro / Nom       | Club                | Date de naissance et âge*  | J.              | Buts            |                 |                 |                 |
| Gardiens de but    | Gardiens de but    | Gardiens de but     | Gardiens de but            | Gardiens de but | Gardiens de but | Gardiens de but | Gardiens de but | Gardiens de but |
| ------------------ | ------------------ | ------------------- | -------------------------- | --------------- | --------------- | --------------- | --------------- | --------------- |
| 01                 | Nahuel Guzmán      | Tigres UANL         | 10 février 1986 (32 ans)   | 0               | 0               | 0               | 0               | 0               |
| 12                 | Franco Armani      | CA River Plate      | 16 octobre 1986 (31 ans)   | 2               | 0               | 0               | 0               | 0               |
| 23                 | Willy Caballero    | Chelsea FC          | 28 septembre 1981 (36 ans) | 2               | 0               | 0               | 0               | 0               |
| Défenseurs         |                    |                     |                            |                 |                 |                 |                 |                 |
| 02                 | Gabriel Mercado    | Séville FC          | 18 mars 1987 (31 ans)      | 3               | 1               | 1               | 0               | 0               |
| 03                 | Nicolás Tagliafico | Ajax Amsterdam      | 31 août 1992 (25 ans)      | 4               | 0               | 1               | 0               | 0               |
| 04                 | Cristian Ansaldi   | Torino FC           | 20 septembre 1986 (31 ans) | 0               | 0               | 0               | 0               | 0               |
| 06                 | Federico Fazio     | AS Roma             | 17 mars 1987 (31 ans)      | 1               | 0               | 0               | 0               | 0               |
| 08                 | Marcos Acuña       | Sporting CP         | 28 octobre 1991 (26 ans)   | 1               | 0               | 1               | 0               | 0               |
| 16                 | Marcos Rojo        | Manchester United   | 20 mars 1990 (28 ans)      | 3               | 1               | 1               | 0               | 0               |
| 17                 | Nicolás Otamendi   | Manchester City     | 12 février 1988 (30 ans)   | 4               | 0               | 2               | 0               | 0               |
| 18                 | Eduardo Salvio     | SL Benfica          | 13 juillet 1990 (27 ans)   | 2               | 0               | 0               | 0               | 0               |
| Milieux de terrain |                    |                     |                            |                 |                 |                 |                 |                 |
| 05                 | Lucas Biglia       | AC Milan            | 30 janvier 1986 (32 ans)   | 1               | 0               | 0               | 0               | 0               |
| 07                 | Éver Banega        | Séville FC          | 29 juin 1988 (29 ans)      | 3               | 0               | 2               | 0               | 0               |
| 11                 | Ángel Di María     | Paris Saint-Germain | 14 février 1988 (30 ans)   | 3               | 1               | 0               | 0               | 0               |
| 13                 | Maximiliano Meza   | CA Independiente    | 15 janvier 1992 (26 ans)   | 4               | 0               | 0               | 0               | 0               |
| 14                 | Javier Mascherano  | Hebei China Fortune | 8 juin 1984 (34 ans)       | 4               | 0               | 2               | 0               | 0               |
| 15                 | Enzo Pérez         | River Plate         | 22 février 1986 (32 ans)   | 3               | 0               | 0               | 0               | 0               |
| 20                 | Giovani Lo Celso   | Paris Saint-Germain | 9 avril 1996 (22 ans)      | 0               | 0               | 0               | 0               | 0               |
| 22                 | Cristian Pavón     | CA Boca Juniors     | 21 janvier 1996 (22 ans)   | 4               | 0               | 0               | 0               | 0               |
| Attaquants         |                    |                     |                            |                 |                 |                 |                 |                 |
| 09                 | Gonzalo Higuaín    | Juventus FC         | 10 décembre 1987 (30 ans)  | 3               | 0               | 0               | 0               | 0               |
| 10                 | Lionel Messi       | FC Barcelone        | 24 juin 1987 (30 ans)      | 4               | 1               | 1               | 0               | 0               |
| 19                 | Sergio Agüero      | Manchester City     | 2 juin 1988 (30 ans)       | 4               | 2               | 0               | 0               | 0               |
| 21                 | Paulo Dybala       | Juventus FC         | 15 novembre 1993 (24 ans)  | 1               | 0               | 0               | 0               | 0               |
| Sélectionneur      |                    |                     |                            |                 |                 |                 |                 |                 |
|                    | Jorge Sampaoli     |                     | 13 mars 1960 (58 ans)      |                 |                 |                 |                 |                 |

* NB : Les âges sont calculés au début de la Coupe du monde 2018, le 14 juin 2018.

## Coupe du monde

### Premier tour - Groupe D
|   | Équipe    | Pts | J | G | N | P | Bp | Bc | Diff |
| 1 | Croatie   | 9   | 3 | 3 | 0 | 0 | 7  | 1  | +6   |
| 2 | Argentine | 4   | 3 | 1 | 1 | 1 | 3  | 5  | -2   |
| 3 | Nigeria   | 3   | 3 | 1 | 0 | 2 | 3  | 4  | -1   |
| 4 | Islande   | 1   | 3 | 0 | 1 | 2 | 2  | 5  | -3   |

| 7  | 16 juin 2018 | Argentine | 1 - 1 | Islande   |
| 8  | 16 juin 2018 | Croatie   | 2 - 0 | Nigeria   |
| 23 | 21 juin 2018 | Argentine | 0 - 3 | Croatie   |
| 24 | 22 juin 2018 | Nigeria   | 2 - 0 | Islande   |
| 39 | 26 juin 2018 | Nigeria   | 1 - 2 | Argentine |
| 40 | 26 juin 2018 | Islande   | 1 - 2 | Croatie   |

#### Argentine - Islande
| Match 7                                                  | Argentine                        | 1 - 1   | Islande                | Stade du Spartak, Moscou                          |                                                   |
| 16 juin 2018 · 16:00 (UTC+3) · Historique des rencontres | ( Marcos Rojo) Sergio Agüero 19e | (1 - 1) | 23e Alfreð Finnbogason | Spectateurs : 44 190 Arbitrage : Szymon Marciniak | Spectateurs : 44 190 Arbitrage : Szymon Marciniak |
| 16 juin 2018 · 16:00 (UTC+3) · Historique des rencontres | Rapport                          |         |                        | Spectateurs : 44 190 Arbitrage : Szymon Marciniak | Spectateurs : 44 190 Arbitrage : Szymon Marciniak |

| Argentine | Islande |

| ARGENTINE :     |    |                    |  |     |
|                 |    |                    |  |     |
| Gardien de but  | 23 | Willy Caballero    |  |     |
|                 | 18 | Eduardo Salvio     |  |     |
|                 | 17 | Nicolás Otamendi   |  |     |
|                 | 16 | Marcos Rojo        |  |     |
|                 | 03 | Nicolás Tagliafico |  |     |
|                 | 14 | Javier Mascherano  |  |     |
|                 | 05 | Lucas Biglia       |  | 64e |
|                 | 13 | Maximiliano Meza   |  | 84e |
|                 | 10 | Lionel Messi       |  |     |
|                 | 11 | Ángel Di María     |  | 75e |
|                 | 19 | Sergio Agüero      |  |     |
| Remplaçants :   |    |                    |  |     |
|                 | 07 | Éver Banega        |  | 64e |
|                 | 22 | Cristian Pavón     |  | 75e |
|                 | 09 | Gonzalo Higuaín    |  | 84e |
| Sélectionneur : |    |                    |  |     |
| Jorge Sampaoli  |    |                    |  |     |

| ISLANDE :           |    |                            |  |     |
|                     |    |                            |  |     |
| Gardien de but      | 01 | Hannes Halldórsson         |  |     |
|                     | 02 | Birkir Sævarsson           |  |     |
|                     | 14 | Kári Árnason               |  |     |
|                     | 06 | Ragnar Sigurðsson          |  |     |
|                     | 18 | Hörður Björgvin Magnússon  |  |     |
|                     | 10 | Gylfi Sigurðsson           |  |     |
|                     | 17 | Aron Gunnarsson            |  | 76e |
|                     | 20 | Emil Hallfreðsson          |  |     |
|                     | 07 | Jóhann Berg Guðmundsson    |  | 63e |
|                     | 08 | Birkir Bjarnason           |  |     |
|                     | 11 | Alfreð Finnbogason         |  | 89e |
| Remplaçants :       |    |                            |  |     |
|                     | 19 | Rúrik Gíslason             |  | 63e |
|                     | 23 | Ari Skúlason               |  | 76e |
|                     | 09 | Björn Bergmann Sigurðarson |  | 89e |
| Sélectionneur :     |    |                            |  |     |
| Heimir Hallgrímsson |    |                            |  |     |

| Assistants : Pawel Sokolnicki Tomasz Listkiewicz Quatrième arbitre : Wilmar Roldán Cinquième arbitre : Alexander Guzmán Arbitre vidéo : Mark Geiger Assistants arbitre vidéo : Paweł Gil Joe Fletcher Gery Vargas Homme du Match : Hannes Halldórsson |

L'Argentine commence sa Coupe du monde à Moscou sous un beau temps contre la valeureuse et surprenante équipe d'Islande. Le début de match est parfait : grosse domination sud-américaine et but d'Aguero à la 19e minute de jeu. Mais les choses se compliquent, l'Islande contre-attaque et marque son premier but en Coupe du monde, par le biais de Finnbogasson, synonyme d'égalisation. La suite de match est compliquée, l'Argentine doute et recule ; mais à l'heure de jeu, Messi obtient un pénalty. Le tir est arrêté par Halldórsson et le match se finit par un résultat nul. Tandis que l'Islande est acclamée, les Argentins et surtout Messi et le sélectionneur Sampaoli se font critiquer.

#### Argentine - Croatie
| Match 23                                                 | Argentine | 0 - 3   | Croatie                                                                                    | Stade de Nijni Novgorod, Nijni Novgorod          |                                                  |
| 21 juin 2018 · 21:00 (UTC+3) · Historique des rencontres |           | (0 - 0) | 53e Ante Rebić · 80e Luka Modrić (Marcelo Brozović ) · 90+1e Ivan Rakitić (Mateo Kovačić ) | Spectateurs : 43 319 Arbitrage : Ravshan Irmatov | Spectateurs : 43 319 Arbitrage : Ravshan Irmatov |
| 21 juin 2018 · 21:00 (UTC+3) · Historique des rencontres | Rapport   |         |                                                                                            | Spectateurs : 43 319 Arbitrage : Ravshan Irmatov | Spectateurs : 43 319 Arbitrage : Ravshan Irmatov |

| Argentine | Croatie |

| ARGENTINE :     |    |                    |     |     |
|                 |    |                    |     |     |
| Gardien de but  | 23 | Willy Caballero    |     |     |
|                 | 02 | Gabriel Mercado    | 51e |     |
|                 | 17 | Nicolás Otamendi   | 85e |     |
|                 | 03 | Nicolás Tagliafico |     |     |
|                 | 18 | Eduardo Salvio     |     | 56e |
|                 | 14 | Javier Mascherano  |     |     |
|                 | 15 | Enzo Pérez         |     | 68e |
|                 | 08 | Marcos Acuña       | 87e |     |
|                 | 10 | Lionel Messi       |     |     |
|                 | 19 | Sergio Agüero      |     | 54e |
|                 | 13 | Maximiliano Meza   |     |     |
| Remplaçants :   |    |                    |     |     |
|                 | 09 | Gonzalo Higuaín    |     | 54e |
|                 | 22 | Cristian Pavón     |     | 56e |
|                 | 21 | Paulo Dybala       |     | 68e |
| Sélectionneur : |    |                    |     |     |
| Jorge Sampaoli  |    |                    |     |     |

| CROATIE :       |    |                  |       |       |
|                 |    |                  |       |       |
| Gardien de but  | 23 | Danijel Subašić  |       |       |
|                 | 02 | Šime Vrsaljko    | 67e   |       |
|                 | 06 | Dejan Lovren     |       |       |
|                 | 21 | Domagoj Vida     |       |       |
|                 | 03 | Ivan Strinić     |       |       |
|                 | 07 | Ivan Rakitić     |       |       |
|                 | 11 | Marcelo Brozović | 90+4e |       |
|                 | 18 | Ante Rebić       | 39e   | 57e   |
|                 | 10 | Luka Modrić      |       |       |
|                 | 04 | Ivan Perišić     |       | 82e   |
|                 | 17 | Mario Mandžukić  | 58e   | 90+3e |
| Remplaçants :   |    |                  |       |       |
|                 | 09 | Andrej Kramarić  |       | 57e   |
|                 | 08 | Mateo Kovačić    |       | 82e   |
|                 | 05 | Vedran Ćorluka   |       | 90+3e |
| Sélectionneur : |    |                  |       |       |
| Zlatko Dalić    |    |                  |       |       |

| Assistants : Abdukhamidullo Rasulov Jakhongir Saidov Quatrième arbitre : Norbert Hauata Cinquième arbitre : Norbert Hauata Arbitre vidéo : Felix Zwayer Assistants arbitre vidéo : Bastian Dankert Corey Rockwell Danny Makkelie Homme du Match : Luka Modrić |

Le deuxième match fut encore plus compliqué car l'Argentine fut très attendue contre la Croatie. mais, pour une fois, rien ne sourira à la Sele. L'Argentine réalise un bon début de match, elle se procure une énorme occasion à la 30e minute de jeu, lorsque Acuña s'infiltre dans la surface : un cafouillage dans la surface, un ballon en retrait et Meza rate le plus facile. Les Croates arrivent aussi à se créer des occasions, les deux équipes se quittent à la mi-temps sur un score vierge. Le début de la seconde mi-temps fut le début d'un cauchemar : à la 53e minute, Mercado met un ballon en retrait à Caballero qui doit dégager le cuir, mais le gardien tente un lob devant le presseur Rebić qui en profite pour tenter une reprise de volée : 1-0. L'Argentine n'arrive pas par la suite à faire peur aux Slaves. Ils seront punis lorsque Modrić réalise une superbe frappe de loin qui finit au fond des filets. La suite fut l'humiliation : Kovačić et Rakitić contre-attaquent et marquent le troisième but devant une défense Albiceleste aux abois. L'Argentine, après le match, pense être éliminer. L'engagement de Lionel Messi durant le match fera énormement débat,.

#### Nigeria - Argentine
| Match 39                                                 | Nigeria                 | 1 - 2   | Argentine                                                            | Stade Krestovski, Saint-Pétersbourg           |                                               |
| 26 juin 2018 · 21:00 (UTC+3) · Historique des rencontres | Victor Moses 51e (pen.) | (0 - 1) | 14e Lionel Messi (Éver Banega ) · 86e Marcos Rojo (Gabriel Mercado ) | Spectateurs : 64 468 Arbitrage : Cüneyt Çakır | Spectateurs : 64 468 Arbitrage : Cüneyt Çakır |
| 26 juin 2018 · 21:00 (UTC+3) · Historique des rencontres | Rapport                 |         |                                                                      | Spectateurs : 64 468 Arbitrage : Cüneyt Çakır | Spectateurs : 64 468 Arbitrage : Cüneyt Çakır |

| Nigeria | Argentine |

| NIGERIA :       |    |                      |       |       |
|                 |    |                      |       |       |
| Gardien de but  | 23 | Francis Uzoho        |       |       |
|                 | 06 | Leon Balogun         | 32e   |       |
|                 | 05 | William Troost-Ekong |       |       |
|                 | 22 | Kenneth Omeruo       |       | 90e   |
|                 | 10 | John Obi Mikel       | 90+1e |       |
|                 | 08 | Oghenekaro Etebo     |       |       |
|                 | 04 | Wilfred Ndidi        |       |       |
|                 | 11 | Victor Moses         |       |       |
|                 | 02 | Brian Idowu          |       |       |
|                 | 07 | Ahmed Musa           |       | 90+2e |
|                 | 14 | Kelechi Iheanacho    |       | 46e   |
| Remplaçants :   |    |                      |       |       |
|                 | 09 | Odion Ighalo         |       | 46e   |
|                 | 18 | Alex Iwobi           |       | 90e   |
|                 | 13 | Simeon Nwankwo       |       | 90+2e |
| Sélectionneur : |    |                      |       |       |
| Gernot Rohr     |    |                      |       |       |

| ARGENTINE :     |    |                    |       |     |
|                 |    |                    |       |     |
| Gardien de but  | 12 | Franco Armani      |       |     |
|                 | 02 | Gabriel Mercado    |       |     |
|                 | 17 | Nicolás Otamendi   |       |     |
|                 | 16 | Marcos Rojo        |       |     |
|                 | 03 | Nicolás Tagliafico |       | 80e |
|                 | 15 | Enzo Pérez         |       | 61e |
|                 | 14 | Javier Mascherano  | 49e   |     |
|                 | 07 | Éver Banega        | 64e   |     |
|                 | 11 | Ángel Di María     |       | 72e |
|                 | 10 | Lionel Messi       | 90+4e |     |
|                 | 09 | Gonzalo Higuaín    |       |     |
| Remplaçants :   |    |                    |       |     |
|                 | 22 | Cristian Pavón     |       | 61e |
|                 | 13 | Maximiliano Meza   |       | 72e |
|                 | 19 | Sergio Agüero      |       | 80e |
| Sélectionneur : |    |                    |       |     |
| Jorge Sampaoli  |    |                    |       |     |

| Assistants : Bahattin Duran Tarık Ongun Quatrième arbitre : Björn Kuipers Cinquième arbitre : Sander van Roekel Arbitre vidéo : Daniele Orsato Assistants arbitre vidéo : Paweł Gil Paweł Sokolnicki Massimiliano Irrati Homme du Match : Lionel Messi |

Le troisième match est crucial : l'Argentine doit uniquement gagner, rien d'autre. Face à un Nigéria que l'Argentine connaît (5e rencontre en Coupe du monde, en 6 participations nigérianes). À savoir que Willy Caballero restera sur le banc à cause de sa bourde face à la Croatie. Les sud-américains rentrent très bien dans leur match, et à la 14e minute de jeu, après un superbe service de Banega, Lionel Messi ouvre le score et débute la marche pour les 1/8es de finale. Mais à la sortie des vestiaires, les Argentins doutent et laissent les Nigérians venir dans la surface. Un penalty est sifflé pour les Africains, que Victor Moses transforme. Les Argentins et les Nigérians commencent à effectuer le Tango d'occasion. Mais Ighalo se procure une action, l'attaquant nigérian réclame un pénalty après un dégagement de Rojo de la tête… directement sur son bras. Après consultation de la VAR, l'arbitre de la rencontre estime que la main était involontaire et laissait le jeu se poursuivre. Et à la 86e, Marcos Rojo libère son pays après un centre arraché de Gabi Mercado, sur une reprise de volée. Fin du match, l'Argentine est qualifiée et se fait pardonner.

### Huitième de finale

#### France - Argentine
| Match 50                                                 | France | 4 - 3   | Argentine | Kazan Arena, Kazan                               |                                                  |
| 30 juin 2018 · 17:00 (UTC+3) · Historique des rencontres | Antoine Griezmann 13e (pen.) · ( Lucas Hernandez) Benjamin Pavard 57e · Kylian Mbappé 64e · ( Olivier Giroud) Kylian Mbappé 68e | (1 - 1) | 41e Ángel Di María (Éver Banega ) · 48e Gabriel Mercado (Lionel Messi ) · 90+3e Sergio Agüero (Lionel Messi ) | Spectateurs : 42 873 Arbitrage : Alireza Faghani | Spectateurs : 42 873 Arbitrage : Alireza Faghani |
| 30 juin 2018 · 17:00 (UTC+3) · Historique des rencontres | Rapport |         | | Spectateurs : 42 873 Arbitrage : Alireza Faghani | Spectateurs : 42 873 Arbitrage : Alireza Faghani |

| France | Argentine |

| FRANCE :         |    |                   |       |     |
|                  |    |                   |       |     |
| Gardien de but   | 01 | Hugo Lloris       |       |     |
|                  | 02 | Benjamin Pavard   | 73e   |     |
|                  | 04 | Raphaël Varane    |       |     |
|                  | 05 | Samuel Umtiti     |       |     |
|                  | 21 | Lucas Hernandez   |       |     |
|                  | 13 | N'Golo Kanté      |       |     |
|                  | 06 | Paul Pogba        |       |     |
|                  | 10 | Kylian Mbappé     |       | 89e |
|                  | 07 | Antoine Griezmann |       | 83e |
|                  | 14 | Blaise Matuidi    | 72e   | 75e |
|                  | 09 | Olivier Giroud    | 90+3e |     |
| Remplaçants :    |    |                   |       |     |
|                  | 12 | Corentin Tolisso  |       | 75e |
|                  | 18 | Nabil Fekir       |       | 83e |
|                  | 20 | Florian Thauvin   |       | 89e |
| Sélectionneur :  |    |                   |       |     |
| Didier Deschamps |    |                   |       |     |

| ARGENTINE :     |    |                    |       |     |
|                 |    |                    |       |     |
| Gardien de but  | 12 | Franco Armani      |       |     |
|                 | 02 | Gabriel Mercado    |       |     |
|                 | 17 | Nicolás Otamendi   | 90+3e |     |
|                 | 16 | Marcos Rojo        | 11e   | 46e |
|                 | 03 | Nicolás Tagliafico | 19e   |     |
|                 | 15 | Enzo Pérez         |       | 66e |
|                 | 14 | Javier Mascherano  | 43e   |     |
|                 | 07 | Éver Banega        | 50e   |     |
|                 | 22 | Cristian Pavón     |       | 75e |
|                 | 10 | Lionel Messi       |       |     |
|                 | 11 | Ángel Di María     |       |     |
| Remplaçants :   |    |                    |       |     |
|                 | 06 | Federico Fazio     |       | 46e |
|                 | 19 | Sergio Agüero      |       | 66e |
|                 | 13 | Maximiliano Meza   |       | 75e |
| Sélectionneur : |    |                    |       |     |
| Jorge Sampaoli  |    |                    |       |     |

| Assistants : Reza Sokhandan Mohammadreza Mansouri Quatrième arbitre : Julio Bascuñán Cinquième arbitre : Christian Schiemann Arbitre vidéo : Massimiliano Irrati Assistants arbitre vidéo : Paweł Gil Carlos Astroza Paolo Valeri Homme du Match : Kylian Mbappé |

Avant le match, la France part plus que favorite face à l'Albiceleste malgré son début de compétition doucement mais sûrement. Une élimination précoce de Messi se fait ressentir. Le match démarre avec beaucoup d'énergies : à la 9e, Antoine Griezmann trouve la barre après un coup franc à l'entrée de la surface de réparation. Justement, 2 minutes plus tard, Kylian Mbappé est accroché par Marcos Rojo dans cette dernière : penalty, qui est transformé par Griezmann. Ainsi, le match perd d'intensité. Sauf quand Ángel Dí María, de plus de 25 mètres, trouve le petit-filet : 1-1. À la sortie des vestiaires, l'Argentine commence à dominer, cela paye quand, après un coup franc, Messi récupère le ballon à l'entrée de la surface et déclenche une frappe qui est contrée par Gabi Mercado : 2-1 pour les Argentins. Les Bleus commencent à douter, les Argentins, eux, à l'exploit. Mais à la 57ème minute, après un débordement de Lucas Hernandez sur le côté gauche qui centre à l'entrée de la surface droite, Benjamin Pavard réalise une magnifique demi-volée qui finit aux fond des filets : 2-2. Les Français reprennent le poil de la bête, et à la 64ème minute Mbappé trompe Armani et donne l'avantage à son équipe. Puis, 4 minutes plus tard, Mbappé réalise le doublé : 4-2. L'Argentine est au bord du ravin. Le match s'endort, mais dans les arrêts de jeu, Kun Agüero trompe Lloris pour le troisième but Argentin après un caviar de passe de Messi. Mais il est trop tard : L'Argentine est éliminée. Le bilan des Argentins pose sérieusement question : un gardien aux abois avec une défense vieillissante… Le sélectionneur pose aussi question, en effet Jorge Sampaoli n'a donné qu'une trentaine de minutes de jeu à Paulo Dybala, auteur d'une saison excellente. Comme dit plus tôt, le niveau de Messi avec sa sélection pose question,.

## Statistiques

### Temps de jeu
| Joueur             |          |          |          |          | TT       | But inscrit | Passe décisive | MJ       | MT       | Légende |
| ------------------ | -------- | -------- | -------- | -------- | -------- | ----------- | -------------- | -------- | -------- | --- |
| Gardiens           | Gardiens | Gardiens | Gardiens | Gardiens | Gardiens | Gardiens    | Gardiens       | Gardiens | Gardiens | Abréviations et symboles : TT : Total de minutes jouées MJ : Nombre de matchs joués MT : Matchs joués en tant que titulaire : but : passe décisive : joueur entré : joueur remplacé : capitaine : carton jaune : carton rouge |
| Nahuel Guzmán      | -        | -        | -        | -        | -        | -           | -              | -        | -        | Abréviations et symboles : TT : Total de minutes jouées MJ : Nombre de matchs joués MT : Matchs joués en tant que titulaire : but : passe décisive : joueur entré : joueur remplacé : capitaine : carton jaune : carton rouge |
| Franco Armani      | -        | -        | 90       | 90       | 180      | -           | -              | 2        | 2        | Abréviations et symboles : TT : Total de minutes jouées MJ : Nombre de matchs joués MT : Matchs joués en tant que titulaire : but : passe décisive : joueur entré : joueur remplacé : capitaine : carton jaune : carton rouge |
| Willy Caballero    | 90       | 90       | -        | -        | 180      | -           | -              | 2        | 2        | Abréviations et symboles : TT : Total de minutes jouées MJ : Nombre de matchs joués MT : Matchs joués en tant que titulaire : but : passe décisive : joueur entré : joueur remplacé : capitaine : carton jaune : carton rouge |
| Défenseurs         |          |          |          |          |          |             |                |          |          | Abréviations et symboles : TT : Total de minutes jouées MJ : Nombre de matchs joués MT : Matchs joués en tant que titulaire : but : passe décisive : joueur entré : joueur remplacé : capitaine : carton jaune : carton rouge |
| Gabriel Mercado    | -        | 90       | 90       | 90       | 270      | 1           | 1              | 3        | 3        | Abréviations et symboles : TT : Total de minutes jouées MJ : Nombre de matchs joués MT : Matchs joués en tant que titulaire : but : passe décisive : joueur entré : joueur remplacé : capitaine : carton jaune : carton rouge |
| Nicolás Tagliafico | 90       | 90       | 80       | 90       | 350      | -           | -              | 4        | 4        | Abréviations et symboles : TT : Total de minutes jouées MJ : Nombre de matchs joués MT : Matchs joués en tant que titulaire : but : passe décisive : joueur entré : joueur remplacé : capitaine : carton jaune : carton rouge |
| Cristian Ansaldi   | -        | -        | -        | -        | -        | -           | -              | -        | -        | Abréviations et symboles : TT : Total de minutes jouées MJ : Nombre de matchs joués MT : Matchs joués en tant que titulaire : but : passe décisive : joueur entré : joueur remplacé : capitaine : carton jaune : carton rouge |
| Federico Fazio     | -        | -        | -        | 44       | 44       | -           | -              | 1        | -        | Abréviations et symboles : TT : Total de minutes jouées MJ : Nombre de matchs joués MT : Matchs joués en tant que titulaire : but : passe décisive : joueur entré : joueur remplacé : capitaine : carton jaune : carton rouge |
| Marcos Acuña       | -        | 90       | -        | -        | 90       | -           | -              | 1        | 1        | Abréviations et symboles : TT : Total de minutes jouées MJ : Nombre de matchs joués MT : Matchs joués en tant que titulaire : but : passe décisive : joueur entré : joueur remplacé : capitaine : carton jaune : carton rouge |
| Marcos Rojo        | 90       | -        | 90       | 46       | 226      | 1           | 1              | 3        | 3        | Abréviations et symboles : TT : Total de minutes jouées MJ : Nombre de matchs joués MT : Matchs joués en tant que titulaire : but : passe décisive : joueur entré : joueur remplacé : capitaine : carton jaune : carton rouge |
| Nicolás Otamendi   | 90       | 90       | 90       | 90       | 360      | -           | -              | 4        | 4        | Abréviations et symboles : TT : Total de minutes jouées MJ : Nombre de matchs joués MT : Matchs joués en tant que titulaire : but : passe décisive : joueur entré : joueur remplacé : capitaine : carton jaune : carton rouge |
| Eduardo Salvio     | 90       | 56       | -        | -        | 146      | -           | -              | 2        | 2        | Abréviations et symboles : TT : Total de minutes jouées MJ : Nombre de matchs joués MT : Matchs joués en tant que titulaire : but : passe décisive : joueur entré : joueur remplacé : capitaine : carton jaune : carton rouge |
| Milieux            |          |          |          |          |          |             |                |          |          | Abréviations et symboles : TT : Total de minutes jouées MJ : Nombre de matchs joués MT : Matchs joués en tant que titulaire : but : passe décisive : joueur entré : joueur remplacé : capitaine : carton jaune : carton rouge |
| Lucas Biglia       | 64       | -        | -        | -        | 64       | -           | -              | 1        | 1        | Abréviations et symboles : TT : Total de minutes jouées MJ : Nombre de matchs joués MT : Matchs joués en tant que titulaire : but : passe décisive : joueur entré : joueur remplacé : capitaine : carton jaune : carton rouge |
| Éver Banega        | 26       | -        | 90       | 90       | 206      | -           | 2              | 3        | 2        | Abréviations et symboles : TT : Total de minutes jouées MJ : Nombre de matchs joués MT : Matchs joués en tant que titulaire : but : passe décisive : joueur entré : joueur remplacé : capitaine : carton jaune : carton rouge |
| Javier Mascherano  | 90       | 90       | 90       | 90       | 360      | -           | -              | 4        | 4        | Abréviations et symboles : TT : Total de minutes jouées MJ : Nombre de matchs joués MT : Matchs joués en tant que titulaire : but : passe décisive : joueur entré : joueur remplacé : capitaine : carton jaune : carton rouge |
| Ángel Di María     | 75       | -        | 72       | 90       | 237      | 1           | -              | 3        | 3        | Abréviations et symboles : TT : Total de minutes jouées MJ : Nombre de matchs joués MT : Matchs joués en tant que titulaire : but : passe décisive : joueur entré : joueur remplacé : capitaine : carton jaune : carton rouge |
| Maximiliano Meza   | 84       | 90       | 18       | 15       | 207      | -           | -              | 4        | 2        | Abréviations et symboles : TT : Total de minutes jouées MJ : Nombre de matchs joués MT : Matchs joués en tant que titulaire : but : passe décisive : joueur entré : joueur remplacé : capitaine : carton jaune : carton rouge |
| Enzo Pérez         | -        | 68       | 61       | 66       | 195      | -           | -              | 3        | 3        | Abréviations et symboles : TT : Total de minutes jouées MJ : Nombre de matchs joués MT : Matchs joués en tant que titulaire : but : passe décisive : joueur entré : joueur remplacé : capitaine : carton jaune : carton rouge |
| Giovani Lo Celso   | -        | -        | -        | -        | -        | -           | -              | -        | -        | Abréviations et symboles : TT : Total de minutes jouées MJ : Nombre de matchs joués MT : Matchs joués en tant que titulaire : but : passe décisive : joueur entré : joueur remplacé : capitaine : carton jaune : carton rouge |
| Cristian Pavón     | 15       | 34       | 29       | 75       | 153      | -           | -              | 4        | 1        | Abréviations et symboles : TT : Total de minutes jouées MJ : Nombre de matchs joués MT : Matchs joués en tant que titulaire : but : passe décisive : joueur entré : joueur remplacé : capitaine : carton jaune : carton rouge |
| Attaquants         |          |          |          |          |          |             |                |          |          | Abréviations et symboles : TT : Total de minutes jouées MJ : Nombre de matchs joués MT : Matchs joués en tant que titulaire : but : passe décisive : joueur entré : joueur remplacé : capitaine : carton jaune : carton rouge |
| Gonzalo Higuaín    | 6        | 36       | 90       | -        | 132      | -           | -              | 3        | 1        | Abréviations et symboles : TT : Total de minutes jouées MJ : Nombre de matchs joués MT : Matchs joués en tant que titulaire : but : passe décisive : joueur entré : joueur remplacé : capitaine : carton jaune : carton rouge |
| Lionel Messi       | 90       | 90       | 90       | 90       | 360      | 1           | 2              | 4        | 4        | Abréviations et symboles : TT : Total de minutes jouées MJ : Nombre de matchs joués MT : Matchs joués en tant que titulaire : but : passe décisive : joueur entré : joueur remplacé : capitaine : carton jaune : carton rouge |
| Sergio Agüero      | 90       | 54       | 10       | 24       | 178      | 2           | -              | 4        | 2        | Abréviations et symboles : TT : Total de minutes jouées MJ : Nombre de matchs joués MT : Matchs joués en tant que titulaire : but : passe décisive : joueur entré : joueur remplacé : capitaine : carton jaune : carton rouge |
| Paulo Dybala       | -        | 22       | -        | -        | 22       | -           | -              | 1        | -        | Abréviations et symboles : TT : Total de minutes jouées MJ : Nombre de matchs joués MT : Matchs joués en tant que titulaire : but : passe décisive : joueur entré : joueur remplacé : capitaine : carton jaune : carton rouge |
| TOTAL              |          |          |          |          |          |             |                |          |          | Abréviations et symboles : TT : Total de minutes jouées MJ : Nombre de matchs joués MT : Matchs joués en tant que titulaire : but : passe décisive : joueur entré : joueur remplacé : capitaine : carton jaune : carton rouge |
| Équipe d'Argentine | 90       | 90       | 90       | 90       | 360      | 6           | 6              | 4        | -        | Abréviations et symboles : TT : Total de minutes jouées MJ : Nombre de matchs joués MT : Matchs joués en tant que titulaire : but : passe décisive : joueur entré : joueur remplacé : capitaine : carton jaune : carton rouge |

| Buts  | Joueurs         | Adversaires     |
| ----- | --------------- | --------------- |
| 2     | Sergio Agüero   | Islande, France |
| 1     | Lionel Messi    | Nigeria         |
| 1     | Marcos Rojo     | Nigeria         |
| 1     | Ángel Di María  | France          |
| 1     | Gabriel Mercado | France          |
| TOTAL | 6 BUTS          | 6 BUTS          |

| Passes | Joueurs            | Adversaires        |
| ------ | ------------------ | ------------------ |
| 2      | Éver Banega        | Nigeria, France    |
| 2      | Lionel Messi       | France (2)         |
| 1      | Marcos Rojo        | Islande            |
| 1      | Gabriel Mercado    | Nigeria            |
| TOTAL  | 6 PASSES DÉCISIVES | 6 PASSES DÉCISIVES |